# محمد عبد المنعم الصاوي
محمد عبد المنعم الصاوي (2 نوفمبر 1956 - ) - ابن الأديب الراحل عبد المنعم الصاوي - شخصية ثقافية وسياسية بارزة، وزير الثقافة المصري سابقاً.

## حياته ونشأته
- درس في كلية الفنون الجميلة بـجامعة حلوان وتخرج منها عام 1979.
- مدير عام وشريك متضامن لشركة «عالمية للنشر والإعلان» (منذ بداية عام 1980 وحتى الآن).
- مبتدع ورئيس مجلس إدارة ساقية الصاوي، أحد أهم الملتقيات والتجمعات الثقافية في القاهرة.

## مناصب
- وزير للثقافة في وزارة أحمد شفيق (20\2\2011) التي تشكلت أثناء ثورة 25 يناير، خلفا لجابر عصفور الذي استقال لأسباب صحية.
- أحد مؤسسي حزب الحضارة وانتُخب نائباً بانتخابات مجلس الشعب المصري 2011-2012 بمقعد الدائرة الرابعة فئات بالجيزة (أكتوبر - زايد - كرداسة - الهرم - البحرية).
- أحد مؤسسي جمعية الشرطة والشعب لمصر المشهرة عام 2007 تحت رقم 7089

## شجاعته
- يتهم النائب العام (عبد المجيد محمود) بتهديده.[1]

## إعتزاله
- اعتزل السياسة فجر الخميس 6 ديسمبر 2012م بسبب أحداث الإتحادية.